# Långängarna
Långängarna är en stadsdel i det administrativa bostadsområdet Skälby i Västerås, c:a 10 km väster om centrum.
Långängarna är ett område planerat för lager, logistik och småindustri. Vägar och cykelvägar finns anlagda och byggnation pågår 2016.
Området avgränsas av Gilltunavägen, Västerleden, Köpingsvägen och gräns mot grönområde i väst.
Området gränsar i norr till Gilltuna och i öster till Skälby.